# Ворона кубинська
Ворона кубинська (Corvus nasicus) — вид горобцеподібних птахів роду Крук (Corvus) родини Воронові (Corvidae). лат. nasicus — означає великий ніс.

## Опис
Кремезний, середнього розміру (40-46 см в довжину) птах. Дзьоб цього виду довгий і глибокий з м'яким вигином в бік кінчика й дає великоголовий профіль. Ніздрі не приховані, як це у більшості членів роду. Є клапті темно-сірої голої шкіри за коричнювато-червоними очима і біля основи нижньої щелепи. Чорне оперення має голубувато-фіолетовий блиск в хорошому світлі. Дзьоб, ноги і ступні чорні.

## Поширення
Цей вид проживає на о. Куба і Ісла-де-ла-Хувентуд, а також на островах Теркс і Кайкос (Велика Британія). Мешкає в лісах і рідколіссях, але, здається, дивно терпимий до деградації середовища існування, часто зустрічається в напів-очищених лісах і убого-лісистих територіях, а також селах і селищах з численними деревами. 

## Спосіб життя
Птахи можуть збираються у великі галасливі зграї. Поділяється на пари в сезон розмноження. Вид всеїдний, їсть безліч фруктів, насіння, зернових культур, рептилій, жаб, може збирати людські недоїдки, коли виникає можливість. Голос вельми примітний і вельми не-воронячий, з високими дзвінкими звуками, виробленими в різних комбінаціях. Іноді можуть зімітувати людський голос.

### Розмноження
Гніздо будують високо серед пальмового листя, і розмноження відбувається, насамперед, у квітні й травні. Гніздо зроблене з прутів, соломи і пір'я. Відкладає до 4 зеленуватих яєць з коричневими і фіолетовими плямами.